# Agis Winding
Antoinette Kathrine Helene "Agis" Winding (født Nielsen 19. september 1875 i Aarhus, død 31. januar 1943 på Frederiksberg) var en dansk skuespillerinde, der debuterede i Frederikshavn i 1896 og blev engageret ved Aarhus Teater 1900-1905. Sidenhen blev hun ansat ved Casino Teatret 1905-1907, Dagmar Teatret 1907-1915 og Alexandrateatret 1915-1917. Hun fik også en række roller på Betty Nansen Teatret. 1937 modtog hun Ingenio et arti.
Hun var gift tre gange og er farmor til fortælleren og forfatteren Thomas Winding.

## Udvalgt filmografi
- Kobberbryllup – 1933
- Nøddebo Præstegård – 1934
- Provinsen kalder – 1935
- Flådens blå matroser – 1937
- Barnet – 1940
- Et skud før midnat – 1942
- Moster fra Mols – 1943